# 제갈승
제갈승 (1966년 2월 4일 ~ )은 대한민국의 가수이다.

## 학력
- 대구지산초등학교 (졸업)
- 지산중학교 (졸업)
- 수성고등학교 (졸업)
- 대구대학교(독어독문학 91 / 학사)

## 앨범
- 2001년 [정규] 사랑은 정에 울고/윤회
- 2002년 [정규] 의리의 여자
- 2003년 [정규] 신사랑가
- 2005년 [정규] A Promise..
- 2005년 [정규] 카페 골든
- 2009년 [정규] 사랑초, 삼강나루